# Podul Libertății din Budapesta

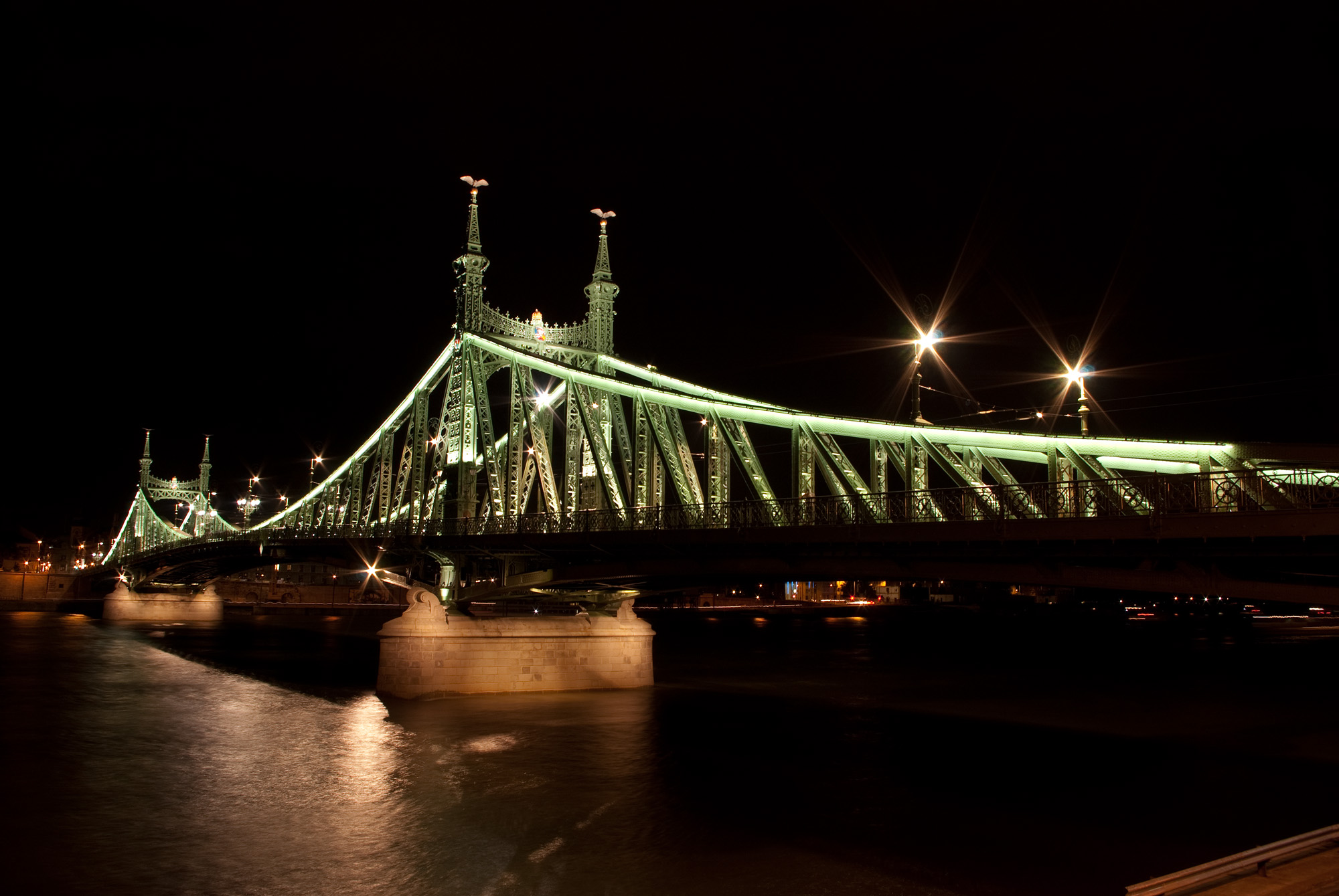
După renovare

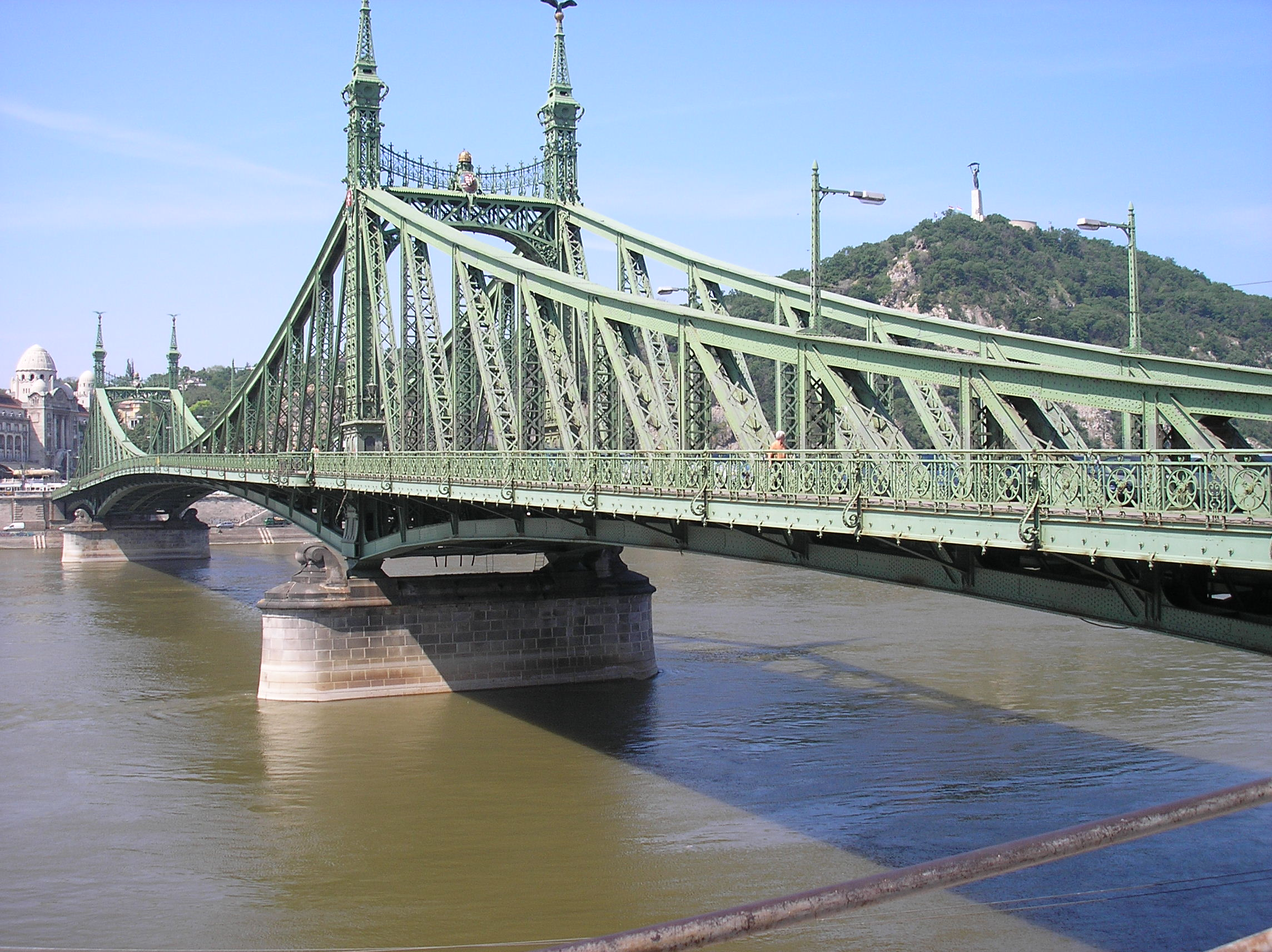
Podul Libertăţii, privire către Dealul Gellért, Buda

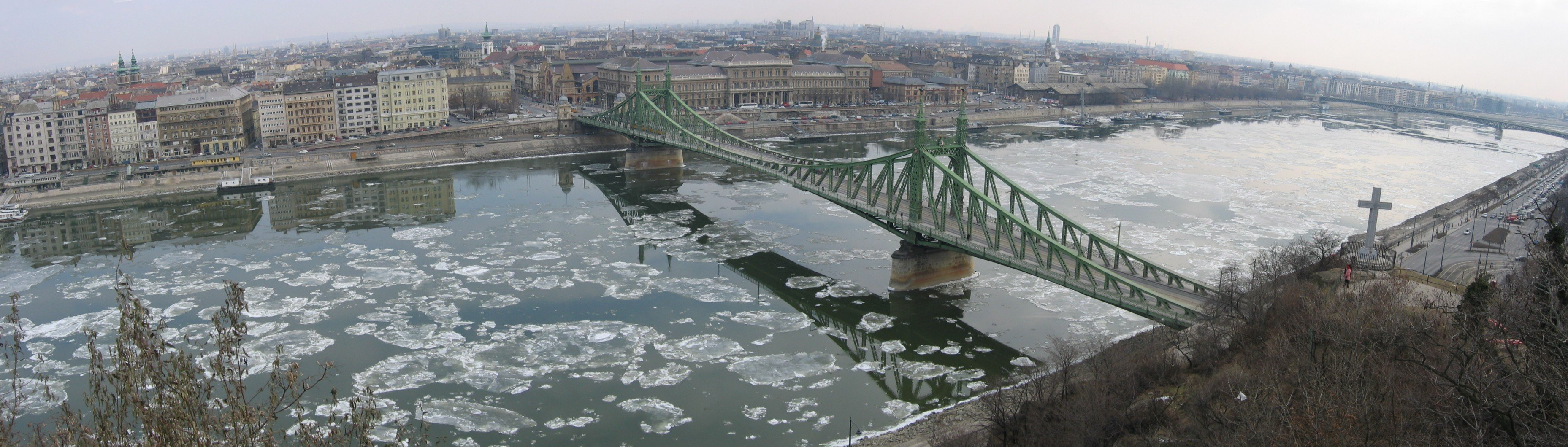
O vedere panoramică a podului în sezonul de iarnă, cu vedere către Universitatea Corvinus din Pesta

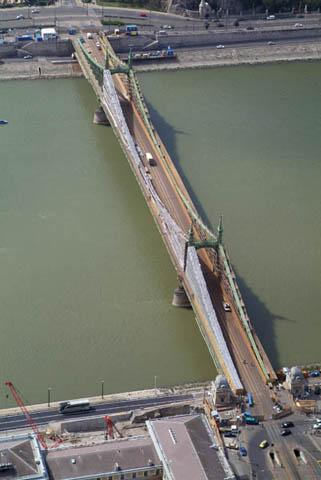
Vedere aeriană a podului.

Podul Libertății (în maghiară Szabadság híd) este un pod peste Dunăre din Budapesta, care leagă Buda și Pesta. El este al treilea pod public sudic din Budapesta, localizat la capătul sudic al centrului orașului.

## Istoric
Podul a fost construit între anii 1894 și 1896, după planurile lui János Feketeházy. Deși radical diferit ca structură, podul imită conturul general al unui pod cu lanțuri, care a fost considerată o forma estetică preferată la momentul construcției. Podul a fost inaugurat în prezența împăratului Franz Joseph; ultimul nit de argint al pilonului din Pesta a fost introdus în structura de fier de către împăratul însuși, iar podul a primit inițial numele monarhului.
Cele două capete ale podului sunt:
- Gellért tér (la poalele Dealului Gellért, cu Băile Gellért și Hotelul Gellért) și
- Fővám tér (cu Hala Centrală și apropiata Universitate Economică din Budapesta).

El are 333,6 m lungime (împreună cu secțiunile de legătură) și 20,1 m lățime. Părțile de sus a celor patru piloni sunt decorate cu mari statui de bronz ale Turului, o pasăre asemănătoare cu șoimul, proeminentă în mitologia maghiară antică. 
Multe tramvaie obișnuiesc să circule pe pod, care a fost puternic afectat și de traficul auto și există o inițiativă de a-l transforma într-unul pietonal odată ce a patra linie de metrou din Budapesta va fi finalizată în următorul deceniu.